# 直方图

直方图示例

在统计学中，直方图是一种对数据分布情况的图形表示，是一种二维統計圖表，它的两个坐标分别是统计样本和该样本对应的某个属性的度量，以長條圖（bar）的形式具體表現。因為直方圖的長度及寬度很適合用來表現數量上的變化，所以較容易解讀差異小的數值。
直方图是品质管理七大工具之一。

## 语源
英語：（直方图）源自希臘語：「竖立」（如船的桅杆），和希臘語： 「描绘、记录」。这一术语由英国统计学家卡尔·皮尔逊于1895年创立。

## 归一化直方图
把直方图上每个属性的计数除以所有属性的计数之和，就得到了归一化直方图。之所以叫“归一”，是因为归一化直方图的所有属性的计数之和为1，也就是说，每个属性对应计数都是0到1之间的一个数（百分比）。

## 多维直方图
直方图通常是二维的，但可以扩展到更高维度。例如，在一个社区中做人口统计，可以以性别和身高为属性做直方图。这个直方图就是三维直方图，因为它统计了性别和身高两个属性（另一个维度是计数）。这个人口统计直方图或许具有如下数据：
- 身高为160cm的男性有100人（(160,男)=>100）；
- 身高为160cm的女性有120人（(160,女)=>120）；
- 身高为161cm的男性有98人（(161,男)=>98）；
- 身高为161cm的女性有115人（(161,女)=>115）；
- 身高为162cm的男性有103人（(162,男)=>103）；
- 身高为162cm的女性有108人（(162,女)=>108）；
- 身高为163cm的男性有111人（(163,男)=>111）；
- 身高为163cm的女性有107人（(163,女)=>107）；

## 应用

### 图像直方图
图像直方图是用以表示数字图像中亮度分布的直方图，标绘了图像中每个亮度值的像素数。可以借助观察该直方图了解需要如何调整亮度分布。这种直方图中，横坐标的左侧为纯黑、较暗的区域，而右侧为较亮、纯白的区域。因此，一张较暗图片的图像直方图中的数据多集中于左侧和中间部分；而整体明亮、只有少量阴影的图像则相反。
很多数码相机提供图像直方图功能，拍摄者可以通过观察图像直方图了解到当前图像是否过分曝光或者曝光不足。
计算机视觉领域常借助图像直方图来实现图像的二值化。

### 颜色直方图
在图像处理和摄影领域中，颜色直方图指图像中颜色分布的图形表示。数字图像的颜色直方图覆盖该图像的整个色彩空间，标绘各个颜色区间中的像素数。
颜色直方图本身可以针对任意色彩空间使用，但这一术语通常只用在诸如 RGB 和 HSV 的三维色彩空间，而针对灰度图像时常使用亮度直方图这一术语。

### 质量直方图
在质量管理领域中，质量分布图是根据从生产过程中收集来的质量数据分布情况，画成以组距为底边、以频数为高度的一系列连接起来的直方图。

### 堆疊直方圖
適合將數量上的變化趨勢以「堆疊」的方式比較，堆疊直方圖呈現各項目的總累積數值。

## 內部連結
- QC7手法

## 外部連結
- （英文） 直方图区间优化 Archive.today的存檔，存档日期2012-07-07